# Claudia Rueda
Claudia Rueda (* 28. Juli 1965 in Bogotá, Kolumbien) ist eine kolumbianische Autorin und Illustratorin für Kinderbücher.

## Leben
Rueda wuchs in Bogotá auf und studierte dort an der Universidad Nacional de Colombia Römisches Recht und Kunst. Ihre Abschlussarbeit wurde durch ihre eigenen Illustrationen zum Thema Romisches Recht und die Kunst etwas außergewöhnliches für die sonst sehr trockene Welt der Juristen.
1997 ging Rueda mit ihrem Mann, einem Systemingenieur in die USA. Sie selbst wollte Computergraphik studieren und schrieb sich in Kalifornien an der University of California, Berkeley ein im Fach Illustration für Kinder. An der Universität Cambridge in England schloss sie ihre Studien im Fach Kreatives Schreiben mit dem Mastertitel ab.
Heute lebt Rueda wieder in Bogotà. Einige ihrer mehr als zehn Kinderbücher wurden zuerst in englischer Sprache veröffentlicht. Es liegen Übertragungen aus Spanien, Mexiko und Deutschland sowie in weiteren Fremdsprachen vor.

## Ehrungen und Auszeichnungen
- 2006: Ehrenliste der kolumbianischen IBBY-Landesgruppe
- 2009: Oppenheim Platinum Award

## Veröffentlichungen
- Text von Deborah Underwood: Here Comes Valentine Cat. Dial Books for Young Readers, New York, USA 2016, ISBN 978-0-525429159.
- mit Deborah Underwood: Here Comes the Easter Cat. Dial Books 2014, ISBN 978-0-8037-3939-0.
  - deutsch: Gestatten, die Osterkatze. Loewe, Bindlach 2016, ISBN 978-3-7855-8489-7.
- Huff & Puff: Can You Blow Down the Houses of the Three Little Pigs? Abrams Appleseed, New York 2012, ISBN 978-1-4197-0170-2.
- Todo es relativo. Oceano Travesia Mexico, Mexiko-Stadt 2011.
  - deutsch von Claudia Rueda: Ganz schön groß und ziemlich klein. Gerstenberg, Hildesheim, ISBN 978-3-8369-5478-5.[1]
- No. in spanischer Sprache. Oceano Travesia Mexico, Mexiko-Stadt 2010, ISBN 978-607400158-7.
- Un día de lluvia. Oceano Travesia Mexico, Mexiko-Stadt 2008, ISBN 978-6074000153.
- ¡Vaya apetito tiene el zorrito! Editores RBA Libros, SerreS, Barcelona 2007, ISBN 978-84-7871-661-6.
- Let's Play in the Forest While the Wolf is Not Around. Scholastic Press, New York 2006, ISBN 0-439-82323-4.

## Illustrationen
- Nacho and Lolita von Pam Muñoz Ryan. Scholastic Press, New York City, USA 2005, ISBN 0-439-26968-7.